# Parafia Matki Bożej Częstochowskiej w Ludwinie
Parafia Matki Bożej Częstochowskiej w Ludwinie – parafia rzymskokatolicka w Ludwinie, należąca do archidiecezji lubelskiej i Dekanatu Łęczna. Została erygowana w 1992. Mieści się pod numerem 46a. Parafię prowadzą księża diecezjalni.